# Caderno de laboratório

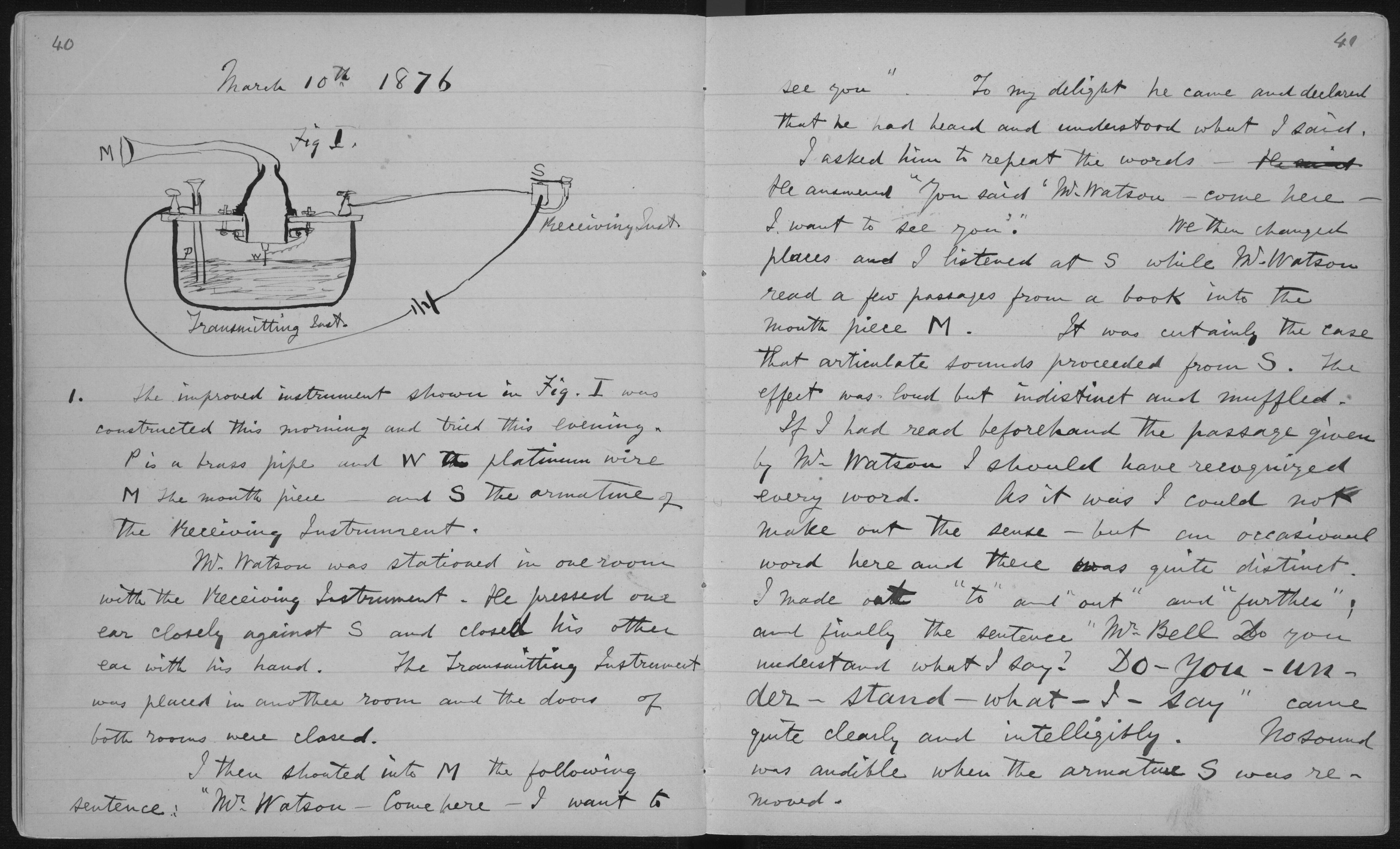
Uma página do caderno de laboratório de Alexander Graham Bell, 1876.

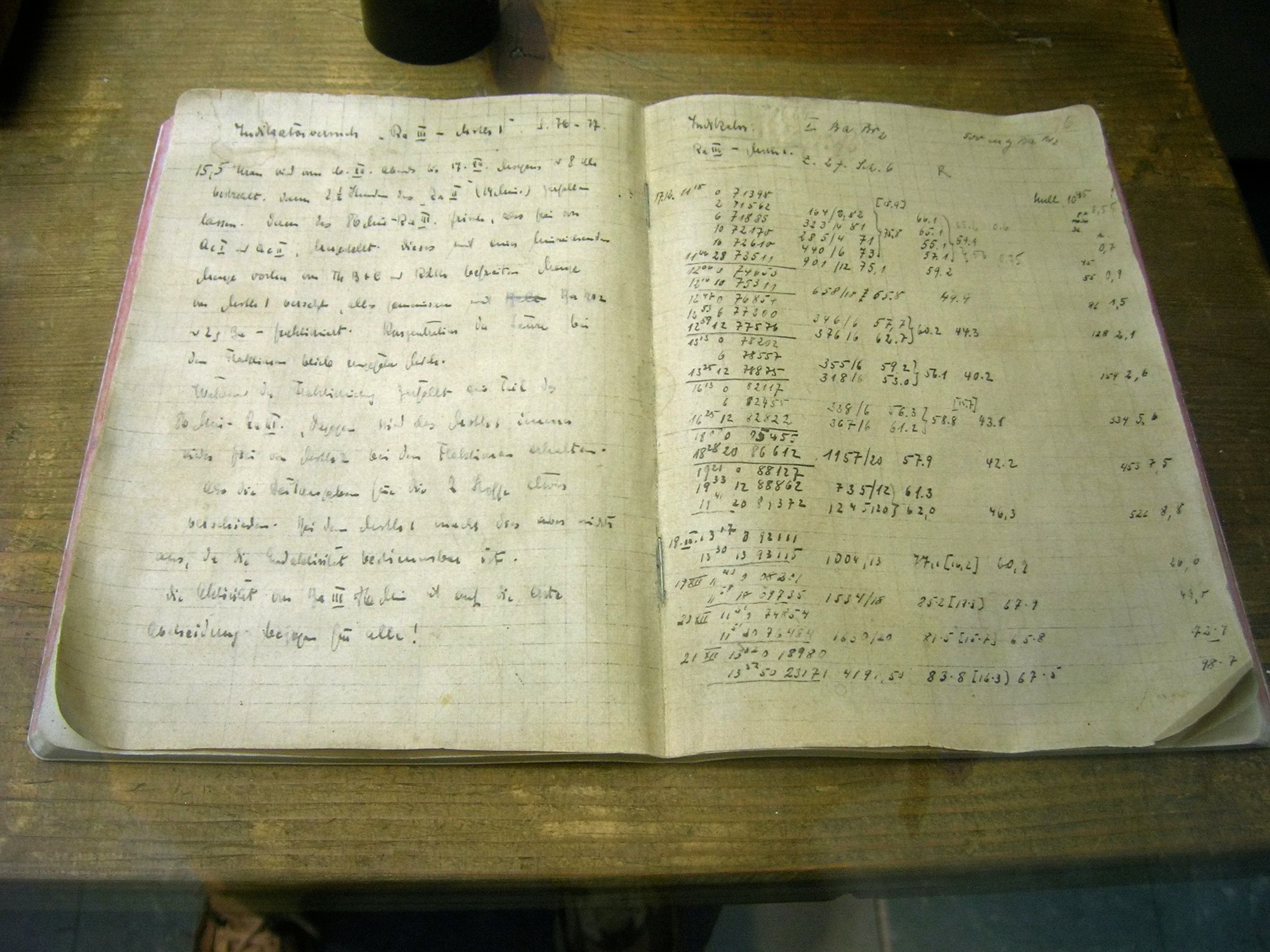
Uma página do caderno de laboratório de Otto Hahn, 1938.

Um caderno de laboratório é o registro primário da pesquisa científica.  Os/as pesquisadores(as) usam o caderno de laboratório para documentar suas hipóteses, experiências e os analises e interpretações dos resultados. O caderno serve também como uma ferramenta organizacional e também pode ajudar a proteger a propriedade intelectual produto dessas pesquisas.

## Estrutura
As normas para fazer um caderno de laboratório variam muito entre instituições e laboratórios, mas algumas diretrizes gerais são bastante comuns. O caderno de laboratório é frequentemente feito em um caderno de brochura, com o intuito de evitar que os usuários destaquem as páginas e para que o registro seja mais resistente ao deterioro causado pelo tempo. Além disso, é importante também que as folhas sejam numeradas para poder fazer referência às anotações feitas em páginas anteriores e para que seja evidente se alguém destaca alguma folha. Toda anotação deve ser escrita com caneta para garantir a autoria e a durabilidade dos registros. As anotações devem ser datadas e escritas conforme as experiencias progressam, em vez de deixar a escrita para o final. Em muitos laboratórios, as anotações devem ser feitas no mesmo lugar e no momento em que foram obtidos os resultados, como também as primeiras observações e analises.

## Aspectos legais
Em Estados Unidos, os cadernos de laboratório já foram usados como provas em uma disputa de patentes. É por isso que algumas instituições e laboratórios possuem regras muito claras sobre a elaboração dos registros nos cadernos de laboratório. Ainda mais, em alguns lugares os cadernos de laboratórios são revisados periodicamente por outro cientista.

## Formatos eletrônicos
Várias companhias fazem uso hoje de cadernos eletrônicos. Este formato é bem usado em grandes companhias farmacêuticas, onde colaboram um grande número de pesquisadores. Daí a necessidade de documentar todas as experiências em um formato que possa ser salvado em tempo real e dentro de um repositório comum.

## Open lab notebooks
A prática de publicar na internet os cadernos de laboratório é uma tendência conhecida como Open Notebook Science. Este nome vem de uma publicação no blog do químico Jean-Claude Bradley no ano 2006. Para que uma pesquisa seja considerada como Open Notebook Science, deve-se cumprir os seguintes requisitos:
1. O compartilhamento do caderno deve ser online e em tempo real, sem proteção por senha nem limitações no uso dos dados.
2. Os dados não tratados (raw data) usados pelos pelo pesquisador(a) devem estar disponíveis online sem restrições de acesso.
3. Todos os dados experimentais devem ser compartilhados, incluso as tentativas falidas ou ambíguas.
4. As opiniões e contribuições à pesquisa podem ser facilmente integrados com o entendimento de que tudo é doado ao domínio público.

O uso de uma wiki faz que seja conveniente acompanhar as contribuições de autores independentes.